# Grevinde Clara
Grevinde Clara er en dansk stumfilm fra 1916, der er instrueret af Hjalmar Davidsen.

## Handling
Denne artikel mangler et handlingsreferat. Hjælp os med at skrive det.

## Medvirkende
- Johanne Fritz-Petersen - Grevinde Clara, skolerytterske
- Gunnar Sommerfeldt - Grev Albert, Claras mand og Charles Rose
- Philip Bech - Grev C.C. Corsini, Alberts far
- Marie Dinesen